# Mojmír Grygar
Mojmír Grygar (* 3. února 1928, Babiná) je český literární teoretik narozený na Slovensku a posrpnový exulant působící v Nizozemsku.

## Život
Maturoval v roce 1947 na reálném gymnáziu v Olomouci, kde ho učil mj. literární historik Oldřich Králík. Poté vystudoval estetiku a literární vědu na Filozofické fakultě univerzity Karlovy, pod vedením Jana Mukařovského a pod silným vlivem Arnošta Kolmana a Ladislava Štolla, jemuž v první fázi své tvorby podléhal. Absolvoval v roce 1952. Ve stejném roce získal i doktorát, za práci o Janu Nerudovi. Pracoval nejprve na fakultě jako Mukařovského asistent, v roce 1954 byl přijat do Ústavu pro českou literaturu Československé akademie věd. V letech 1969–1971 byl pozván jako hostující profesor na univerzitu do Amsterdamu. Po skončení oficiálního pobytu se rozhodl, že se do Sověty okupovaného Československa již nevrátí a získal na Amsterdamské univerzitě stálé místo. Získal zde titul docenta a učil zde až do odchodu do důchodu v roce 1993. Ustavil na univerzitě obor bohemistiky. Uspořádal sympozia o díle Václava Havla (1980), Jaroslava Haška (1983), Jaroslava Seiferta (1985), Bohumila Hrabala (1987) nebo Jana Amose Komenského (1992). Krom bohemistiky se v Amsterdamu věnoval i rusistice, zejména ruské avantgardě. Po pádu komunismu učil i v Praze a Olomouci. Přispíval například do Britských listů, kde kritizoval například Karla Schwarzenberga nebo církevní restituce.